# Andrzej Albin
Andrzej Albin (ur. 24 maja 1954 we Wrocławiu) – polski scenograf, artysta plastyk.
Absolwent Państwowego Liceum Sztuk Plastycznych we Wrocławiu (1974), Akademii Sztuk Pięknych we Wrocławiu (dyplom w 1979). Od 1980 roku na stałe współpracuje z TVP, tworząc scenografie do Teatru TVP, filmów i innych programów telewizyjnych m.in.: Rower Błażeja, Angielski z jedynką, Polskie lato, Idź na całość.
Członek Polskiej Akademii Filmowej.

## Teatr Telewizji
- 2006: Pastorałka, reż. Laco Adamik (scenografia)
- 2000: Okruchy czułości, reż. Ryszard Bugajski (scenografia)
- 1997: Sławek i Sławka, reż. Filip Zylber (scenografia)
- 1997: Dziennikarze, reż. Konrad Szołajski (scenografia)
- 1996: Zabawa w morderstwo, reż. Janusz Majewski (scenografia)
- 1996: To był skowronek, reż. Piotr Szulkin (scenografia)
- 1996: Śniadanie do łóżka, reż. Filip Zylber(scenografia)
- 1995: Zęby, reż. Jan Bratkowski (scenografia)
- 1994: Uciekła mi przepióreczka, reż. Agnieszka Glińska (scenografia)
- 1994: Nieprzyjaciel, reż. Barbara Sałacka (scenografia)
- 1994: Lekcja tańca, reż. Paweł Karpiński (scenografia)
- 1994: Książę ciemności, reż. Ireneusz Engler (scenografia)
- 1994: Julio, jesteś czarująca, reż. Romuald Szejd (scenografia)
- 1993: Poza miastem, reż. Wojciech Solarz (scenografia)
- 1993: Miłości George’a Washingtona, reż. Henryk Kluba (scenografia)
- 1993: Cień podejrzenia, reż. Mirosław Gronowski (scenografia)
- 1992: Nieboskie stworzenie, reż. Paweł Karpiński (scenografia)
- 1992: TangoPiotr Szulkin (scenografia)
- 1992: Ogień na wichrze, reż. Wojciech Solarz (scenografia)[1] (scenografia)
- 1990: Godzina kota, reż. Piotr Cieślak (scenografia)
- 1987: Przyjdę do pani znów..., reż. Andrzej Sapija (scenografia)
- 1986: Solo na bicie zegara, reż. Jan Bratkowski (scenografia)
- 1985: Czwartkowe damy (scenografia)
- 1983: Non omnis moriar, reż. Stanisław Różewicz (realizacja telewizyjna)

## Teatr
- 2009: Lot nad kukułczym gniazdem, reż. Jan Buchwald, Teatr Powszechny w Warszawie[2]
- 1996: Zimno mi w twoim łóżku, reż. Piotr Szulkin, Teatr Syrena w Warszawie
- 1995: Zagraj to jeszcze raz, reż. Jan Buchwald, Teatr im. Bogusławskiego w Kaliszu (scenografia wspólnie z Marią Kucia-Albin)
- 1995: Miłość i gniew, reż. Jan Buchwald, Teatr im. Bogusławskiego w Kaliszu (scenografia)
- 1995: Lot nad kukułczym gniazdem, reż. Jan Buchwald, Teatr Współczesny we Wrocławiu (scenografia)
- 1994: Lot nad kukułczym gniazdem, reż. Jan Buchwald, Teatr im. Bogusławskiego w Kaliszu (scenografia wspólnie z Marią Kucia - Albin)
- 1994: Ich czworo, reż. Jan Buchwald, Teatr im. Bogusławskiego w Kaliszu (scenografia wspólnie z Marią Kucia - Albin)
- 1990: Wariat i zakonnica, reż. Robert Boczkowski, Teatr Dramatyczny im. Szaniawskiego w Wałbrzychu[3]

## Film
- 1993: Mięso, reż. Piotr Szulkin
- 2005: Holocaust in memoriam

## Festiwale
- 1985: XXII Festiwal Polskiej Piosenki w Opolu, reż. Janusz Rzeszewski[4]
- 2007: I Festiwal im.Marka Grechuty w Zamościu, reż. Feridun Erol[5]